# Spadella gaetanoi
Spadella gaetanoi är en djurart som tillhör fylumet pilmaskar, och som beskrevs av Alvarino 1978. Spadella gaetanoi ingår i släktet Spadella och familjen Spadellidae. Inga underarter finns listade i Catalogue of Life.